# Ryszard Wojtowicz
Ryszard Wojtowicz (ur. 1931) – polski inżynier, doktor habilitowany.

## Życiorys
Był pracownikiem naukowym w Sekcji Filozofii Przyrody i Nauk Przyrodniczych na Wydziale Filozofii Katolickiego Uniwersytetu Lubelskiego Jana Pawła II.